# Kirk Douglas

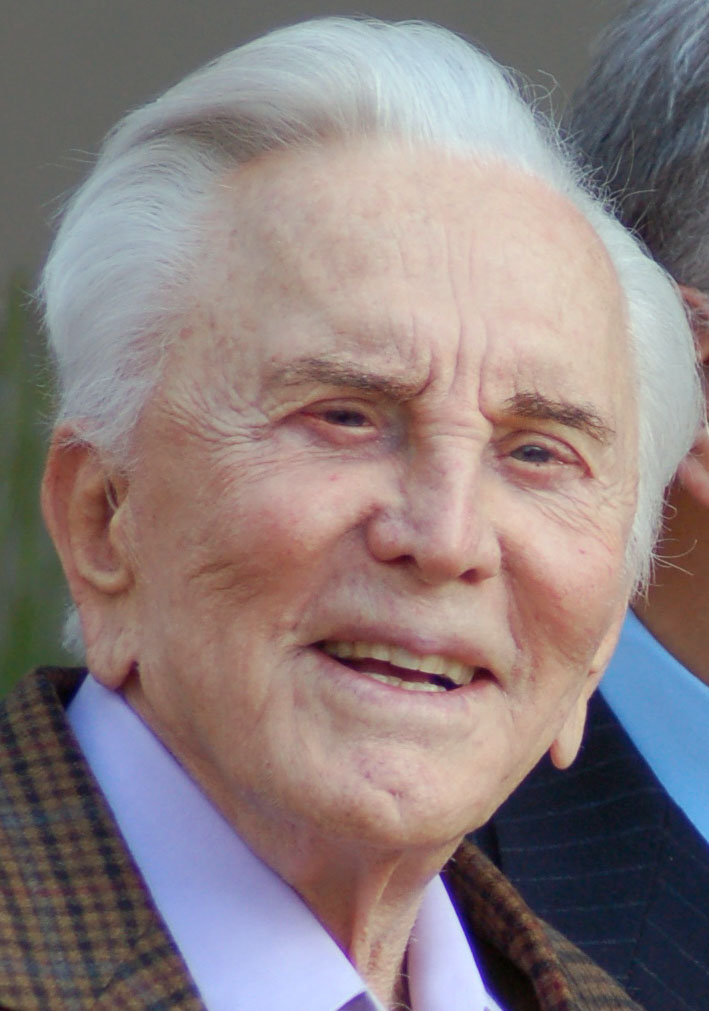
Kirk Douglas, 2011.

Kirk Douglas, ursprungligen Issur Danielovitch Demsky, född 9 december 1916 i Amsterdam, New York, död 5 februari 2020 i Beverly Hills, Kalifornien, var en amerikansk skådespelare, regissör, producent och författare. Douglas filmdebuterade i Fallet Martha Ivers (1946) mot Barbara Stanwyck. Han utvecklades snart till att bli en av de största filmstjärnorna under 1950-talet, känd såväl för seriösa dramer, som västern- och krigsfilmer. Under sin karriär medverkade Douglas i över 90 filmer.
Kirk Douglas slog igenom internationellt med huvudrollen i Champion (1949), för vilken han även Oscarsnominerades. Andra tidiga filmer inkluderar Ung man med trumpet (1950), Sensationen för dagen (1951) och Polisstation 21 (1951). Douglas Oscarsnominerades för andra gången för sin roll i Illusionernas stad (1952) och för tredje gången för sin gestaltning av Vincent van Gogh i Han som älskade livet (1956). År 1955 började Douglas även producera filmer, däribland Ärans väg (1957) och Spartacus (1960), vilka han även spelade huvudrollerna i. Likaså i Viddernas man (1962) och 7 dagar i maj (1964), mot Burt Lancaster, med vilken han spelade in sju filmer. Kirk Douglas var en av de stjärnor från Hollywoods gyllene ålder som levde längst. År 1999 utnämndes han till den sjuttonde största manliga filmstjärnan i USA:s filmhistoria av American Film Institute.

## Biografi
Douglas föräldrar emigrerade från Ryssland till USA. Kirk Douglas farbror hade kommit dit tidigare och tagit namnet Demsky, som sedan den övriga familjen kallade sig. För att finansiera sina studier vid St. Lawrence University arbetade Douglas som servitör. Under studietiden utmärkte han sig i brottning och skaffade sig parallellt arbete inom teatern. Han var sedan professionell brottare, och försörjde sig bland annat som vaktmästare medan han studerade vid American Academy of Dramatic Arts. Han gjorde Broadwaydebut 1941 men åkte snart därefter in i tjänstgöring i flottan under andra världskriget. Det var i samband med sin militärtjänstgöring som han tog sig namnet Kirk Douglas. 1945 återkom han till Broadway, medverkade i radiopjäser och gjorde så filmdebut 1946 i Fallet Martha Ivers.
Kirk Douglas fick sitt stora genombrott 1949 som samvetslös boxare i Champion. Från att till en början ha spelat veklingar eller gangstrar utvecklades han så småningom till att spela virila, intelligenta hjältar i en lång rad filmer.
År 1960 kom Douglas att bli avgörande i att bryta HUACs ökända svartlistning av personer i Hollywood med misstänkta kommunistsympatier då han krävde att en av de svartlistade, Dalton Trumbo, som hade skrivit manus till filmen Spartacus, skulle få stå med som manusförfattare till filmen.
Douglas drabbades 1996 av en stroke, vilket påverkade hans talförmåga. Han lyckades dock att öva upp talförmågan igen och kunde kort därefter ta emot en heders-Oscar och tacka publiken. Douglas gjorde några filmroller och scenframträdanden på 2000-talet.
Kirk Douglas har en stjärna på Hollywood Walk of Fame vid adressen 6263 Hollywood Blvd.

### Privatliv
Kirk Douglas var gift två gånger och fick fyra barn. Mellan 1943 och 1951 var han gift med skådespelaren Diana Dill (1923–2015) med vilken han fick sönerna Michael Douglas, som även han är skådespelare, och Joel Douglas som verkar som filmproducent. Från 1954 och fram till sin död 2020 var Douglas gift med producenten Anne Buydens (1919–2021). Tillsammans fick de sönerna Peter, filmproducent, och Eric som var skådespelare. Eric Douglas dog i juli 2004 av en förmodat oavsiktlig överdos av alkohol och receptbelagda mediciner vid en ålder av 46 år.

## Filmografi i urval
- 1946 – Fallet Martha Ivers
- 1947 – Skuggor ur det förflutna
- 1948 – Jag kämpar ensam
- 1948 – Jerikos murar
- 1949 – Champion
- 1949 – Min man - eller din?
- 1950 – Ung man med trumpet
- 1950 – Glasmenageriet
- 1951 – Sensationen för dagen
- 1951 – Polisstation 21
- 1952 – De stora träden
- 1952 – Illusionernas stad
- 1954 – En världsomsegling under havet
- 1954 – Eviga äventyr
- 1955 – Mannen utan öde
- 1955 – The Indian Fighter
- 1956 – Han som älskade livet
- 1957 – Sheriffen i Dodge City
- 1957 – Ärans väg
- 1958 – Vikingarna
- 1960 – Spartacus
- 1962 – Viddernas man
- 1963 – Dödslistan
- 1964 – 7 dagar i maj
- 1965 – Hjältarna från Telemarken
- 1966 – Brinner Paris?
- 1967 – Pansar-diligensen
- 1967 – Våldets väg västerut
- 1969 – Uppgörelsen
- 1970 – Det var en gång en skurk...
- 1975 – En gång är inte nog
- 1978 – Mardrömsjakten
- 1979 – Cactus Jack
- 1980 – Mördarroboten
- 1984 – Duellen i Bell City
- 1986 – Hårda grabbar
- 1988 – Vad vinden sår
- 1992 – Hemligheten
- 1994 – Greedy
- 2003 – It Runs in the Family
- 2004 – Illusion
- 2008 – Empire State Building Murders